# Roberto Antonione
Roberto Antonione (né le 15 juin 1953 à Novare) est un homme politique italien.

## Biographie
Diplômé en médecine, Roberto Antonione commence sa carrière politique en Frioul-Vénétie Julienne. Conseiller régional de 1993 (d'abord avec la Liste pour Trieste puis avec Forza Italia), il est élu Président de la Junte régionale en 1998 avec la Maison des libertés.
Aux élections législatives du 13 mai 2001, il est élu au Sénat avec la Maison des libertés dans la circonscription de Gorizia.
Il devient secrétaire d'État aux Affaires étrangères lors des gouvernements Berluscomi II et Berlusconi III, avec une délégation pour les pays d'Europe de l'Est. En 2001, il succède à Claudio Scajola comme nouveau coordinateur national de Forza Italia, charge qu'il conservera jusqu'en 2003.
Lors des élections de 2008, il est élu député et devient le chef du groupe Peuple de la liberté à la Commission des Affaires étrangères et président de la délégation italienne auprès de l'Assemblée parlementaire de l'initiative Centre-Européenne.
Il est candidat à la mairie de Trieste lors des élections locales de 2011, soutenu par le PdL, le Parti des retraités, la Flamme tricolore et deux listes civiques. Il a également l'appui du radical Marco Pannella puisqu'il a fait partie des Radicaux italiens. Il perd au deuxième tour malgré l'alliance avec la Ligue du Nord, avec seulement 42,5 % des voix et c'est Roberto Consolini du Parti démocrate qui est élu. Il reste conseiller municipal.
Le 1er novembre 2011, au cours d'un entretien dans l'émission de radio La zanzara (le moustique), il annonce vouloir quitter le PdL et ne plus vouloir voter la confiance à Silvio Berlusconi. Le 8 novembre 2011, il ne vote pas pour le compte-rendu financier des comptes de l'État, ce qui pousse à la démission Berlusconi. Le 12 novembre, il laisse le groupe parlementaire du PdL pour fonder une composante dénommée « Libéraux pour l'Italie-PLI » avec quatre autres députés. Il devient vice-président du groupe mixte par la même occasion.
En décembre 2018, il devient secrétaire général de l’Initiative centre-européenne.